# Asthenosoma marisrubri
Asthenosoma marisrubri is een zee-egel uit de familie Echinothuriidae.
De wetenschappelijke naam van de soort werd in 1998 gepubliceerd door Weinberg & De Ridder.